# Cavalcada (album)

Cavalcada este numele viitorului album al supergrupului Pasărea Rock, programat inițial să fie lansat pe piață la sfârșitul lui 2019, însă amânat pentru anul următor, iar ulterior, pentru 2021. Apariția acestui material a fost anunțată în iulie 2019, odată cu publicarea piesei „Descântec”, compoziție a lui Josef Kappl, pe versurile tânărului poet sibian Cătălin Răcilă, cu Narcis Tran-Korsar în rolul de solist principal. Cavalcada este al doilea album de studio semnat de Pasărea Rock și va cuprinde șase piese noi („Marea Unire”, „Cometa stea”, „Descântec”, „Cavalcada”, „Viața în boxă”, „Memorii”) și o trilogie formată din piesele „Vasiliscul și Aspida”, „Sirena” și „Pasărea calandrinon”, aparținând legendarului album Phoenix – Cantafabule, prezentate într-un aranjament de rock simfonic. Ulterior, apariția acestui album a fost anunțată și de Narcis Tran-Korsar într-un interviu apărut pe 1 septembrie 2019.

## Piese
- Marea Unire (feat. Nicu Alifantis & Marius Bațu)
- Cometa stea
- Descântec
- Cavalcada
- Viața în boxă
- Memorii
- Vasiliscul și Aspida (versiune simfonică)
- Sirena (versiune simfonică)
- Pasărea calandrinon (versiune simfonică)